# ICMP Echo Request
ICMP Echo Request – komunikat protokołu ICMP, który zawiera pakiet danych do hosta oraz żądanie ich odesłania jako ICMP Echo Reply. Host musi odpowiedzieć na każde żądanie echa komunikatem ICMP Echo Reply zawierającym dokładnie te same dane co odebrany pakiet ICMP Echo Request. ICMP Echo Request jest stosowany do diagnostyki sieci, może też posłużyć do ataków takich jak Ping of death lub Ping flood.
Format komunikatu:
| 00            | 01            | 02            | 03            | 04            | 05            | 06            | 07            | 08            | 09            | 10            | 11            | 12            | 13            | 14            | 15            | 16                      | 17                      | 18                      | 19                      | 20                      | 21                      | 22                      | 23                      | 24                      | 25                      | 26                      | 27                      | 28                      | 29                      | 30                      | 31                      |
| ------------- | ------------- | ------------- | ------------- | ------------- | ------------- | ------------- | ------------- | ------------- | ------------- | ------------- | ------------- | ------------- | ------------- | ------------- | ------------- | ----------------------- | ----------------------- | ----------------------- | ----------------------- | ----------------------- | ----------------------- | ----------------------- | ----------------------- | ----------------------- | ----------------------- | ----------------------- | ----------------------- | ----------------------- | ----------------------- | ----------------------- | ----------------------- |
| Typ = 8       | Typ = 8       | Typ = 8       | Typ = 8       | Typ = 8       | Typ = 8       | Typ = 8       | Typ = 8       | Kod = 0       | Kod = 0       | Kod = 0       | Kod = 0       | Kod = 0       | Kod = 0       | Kod = 0       | Kod = 0       | Suma kontrolna nagłówka | Suma kontrolna nagłówka | Suma kontrolna nagłówka | Suma kontrolna nagłówka | Suma kontrolna nagłówka | Suma kontrolna nagłówka | Suma kontrolna nagłówka | Suma kontrolna nagłówka | Suma kontrolna nagłówka | Suma kontrolna nagłówka | Suma kontrolna nagłówka | Suma kontrolna nagłówka | Suma kontrolna nagłówka | Suma kontrolna nagłówka | Suma kontrolna nagłówka | Suma kontrolna nagłówka |
| Identyfikator | Identyfikator | Identyfikator | Identyfikator | Identyfikator | Identyfikator | Identyfikator | Identyfikator | Identyfikator | Identyfikator | Identyfikator | Identyfikator | Identyfikator | Identyfikator | Identyfikator | Identyfikator | Numer sekwencji         | Numer sekwencji         | Numer sekwencji         | Numer sekwencji         | Numer sekwencji         | Numer sekwencji         | Numer sekwencji         | Numer sekwencji         | Numer sekwencji         | Numer sekwencji         | Numer sekwencji         | Numer sekwencji         | Numer sekwencji         | Numer sekwencji         | Numer sekwencji         | Numer sekwencji         |
| Dane          |               |               |               |               |               |               |               |               |               |               |               |               |               |               |               |                         |                         |                         |                         |                         |                         |                         |                         |                         |                         |                         |                         |                         |                         |                         |                         |

- Typ komunikatu równy 8.
- Kod komunikatu równy 0.
- Identyfikator i Numer sekwencji mogą być użyte do określenia przez odbiorcę, na które żądanie echa dany pakiet jest odpowiedzią.
- Dane otrzymane w ICMP Echo Request muszą zostać w całości odesłane w ICMP Echo Reply.